# Іздебно (Мендзиходський повіт)
Іздебно (пол. Izdebno) — село в Польщі, у гміні Серакув Мендзиходського повіту Великопольського воєводства.
Населення — 205 осіб (2011).
У 1975-1998 роках село належало до Познанського воєводства.

## Демографія
Демографічна структура станом на 31 березня 2011 року:
|          | Загалом | Допрацездатний вік | Працездатний вік | Постпрацездатний вік |
| -------- | ------- | ------------------ | ---------------- | -------------------- |
| Чоловіки | 99      | 21                 | 66               | 12                   |
| Жінки    | 106     | 27                 | 58               | 21                   |
| Разом    | 205     | 48                 | 124              | 33                   |